# Der Sonnentempel

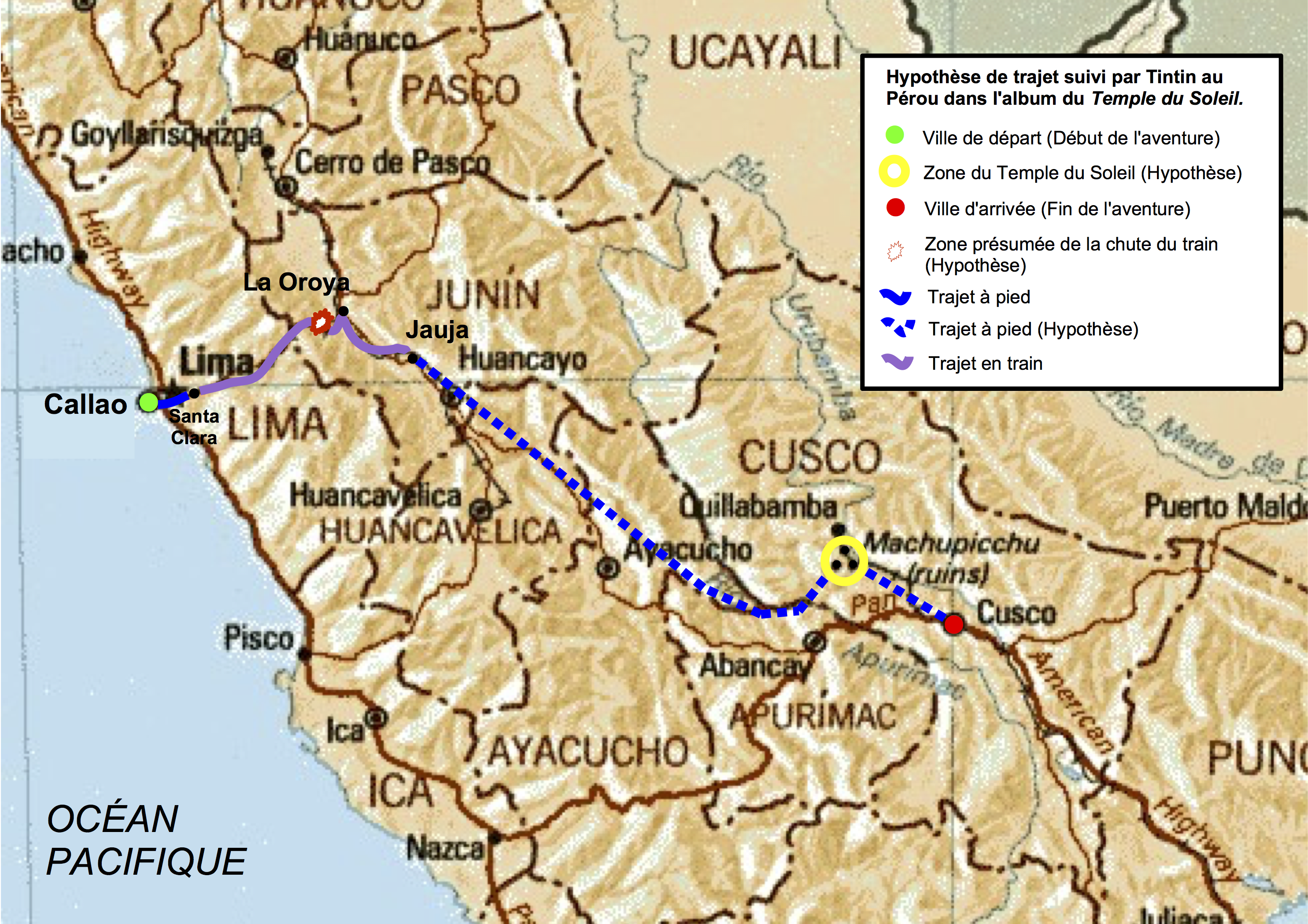
Expeditionsroute zum „Sonnentempel“ im tatsächlichen Peru (französisch):
gelb: Lage des fiktiven Tempels in der Machu-Picchu-Gegend;
rot: Ankunftsort Cusco;
grün: Abreise-Ort Callao;
blau: Strecke per pedes
(gestrichelt: theoretisch),
violett: via Zug

Der Sonnentempel (französischer Originaltitel: Le temple du soleil) ist der vierzehnte Band der Abenteuer von Tim und Struppi des belgischen Comiczeichners Hergé. Er ist die Fortsetzung des Bandes Die sieben Kristallkugeln.

## Handlung

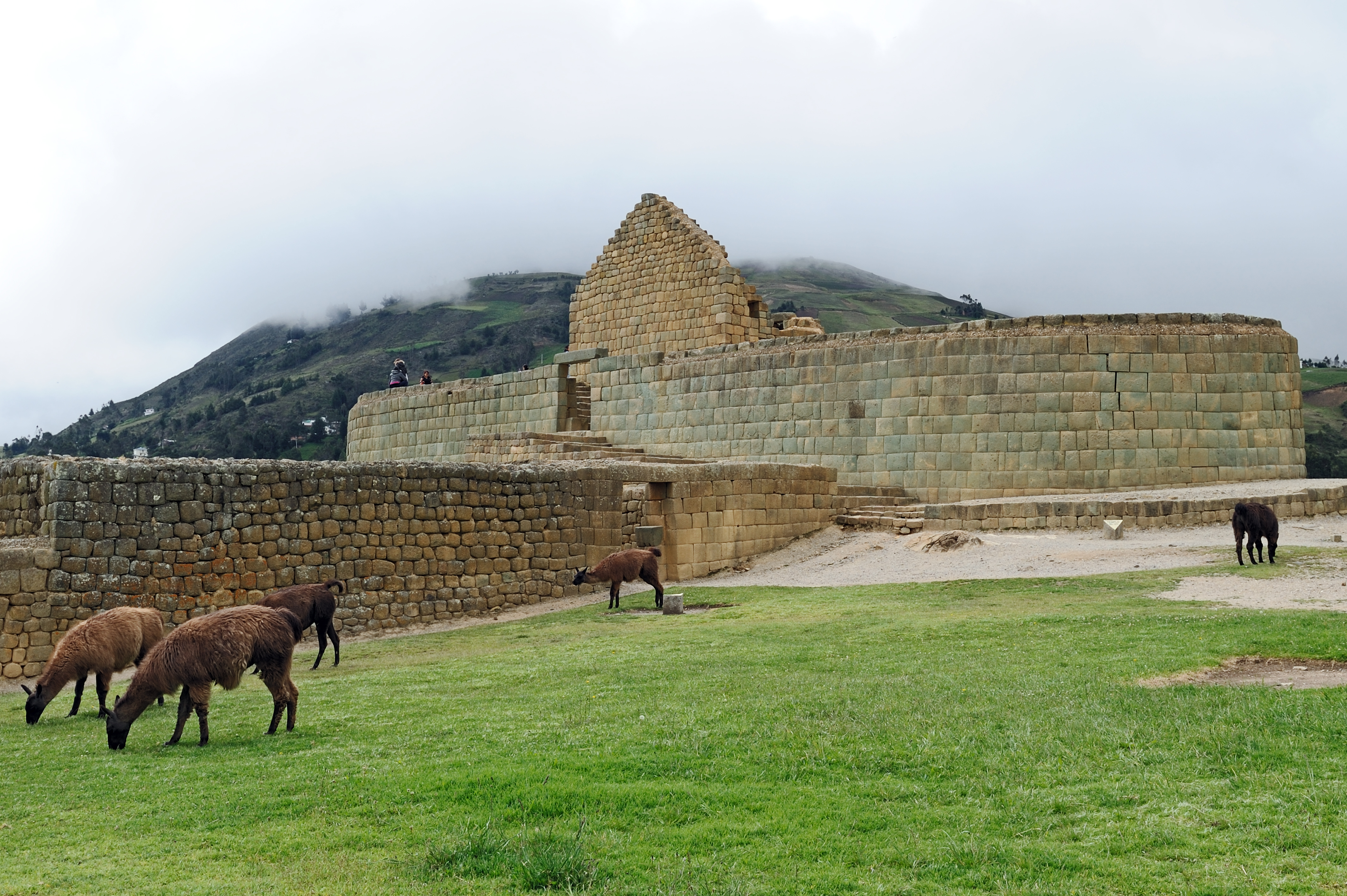
Ein Sonnentempel der Inkas

Tim und Kapitän Haddock erreichen Peru in der Absicht, ihren entführten Freund Professor Bienlein wiederzufinden. Die dortigen Behörden verweigern ihnen jedoch die Zusammenarbeit. Während ihrer Suche geraten Tim und Haddock mehrfach in lebensbedrohliche Situationen.
Der junge Indio Zorrino, den Tim vor zwei Schlägertypen rettet, beschließt, Tim und Haddock bei der Suche nach Bienlein zu helfen. Die drei machen sich auf den Weg über die Anden und durch den Dschungel, um den versteckten Sonnentempel zu finden. Dabei kommt es immer wieder zu gefahrvollen Auseinandersetzungen mit Verbrechern und wilden Tieren.
Durch Zufall entdecken sie den Eingang zum Sonnentempel, durchbrechen eine Wand und platzen mitten in eine archaische Zeremonie. Der geheime Tempel, dessen Bevölkerung abseits der modernen Welt ein abgeschottetes Leben nach eigenen Gesetzen führt, befindet sich versteckt in einem weit abgelegenen Gebiet. Die drei Freunde werden gefangen genommen und dem großen Inka vorgeführt. Dieser verurteilt Haddock und Tim zum Tode, weil sie mit ihrem Eindringen den Sonnentempel entweiht haben. Sie sollen auf einem Scheiterhaufen verbrannt werden, welcher durch die Sonne selbst mittels eines Brennglases entzündet werden soll. Der große Inka überlässt Tim die Wahl des Zeitpunktes ihrer Verbrennung innerhalb von 30 Tagen.
Tim und Haddock werden in einen bewachten Wohnbereich gebracht, in dem sie unter verhältnismäßig komfortablen Bedingungen bis zur geplanten Hinrichtung festgehalten werden. Sie erfahren, dass Professor Bienlein von den Inkas entführt wurde, weil er mit dem Überstreifen eines Armreifes des Rascar Capac ein Sakrileg begangen hatte. Tim entdeckt in einem Zeitungsfetzen eine Nachricht, die ihn jubilieren lässt. Er erbittet vom Inka, zu einem bestimmten Datum und einer bestimmten Uhrzeit hingerichtet zu werden. Der Inka gewährt ihm diese Bitte, und Tim, Haddock und Bienlein werden zu der gewünschten Zeit auf den Scheiterhaufen geführt. Tim fleht die Sonne an, ein Zeichen zu senden. Daraufhin verfinstert sich diese. Haddock, den Tim – um seinen Plan nicht zu gefährden – bis dahin nicht eingeweiht hatte, erkennt jetzt, dass Tim den Termin einer totalen Sonnenfinsternis abgepasst hat. Die Inkas brechen in Panik aus und der große Inka fleht Tim an, die Sonne wieder scheinen zu lassen. Dieser bittet die Sonne um Gnade und sie scheint wieder. Der große Inka begnadigt Tim, Bienlein und Haddock und lässt sie ziehen. Auch der Fluch, mit dem sieben europäische Forscher belegt waren, wird zurückgenommen. Tim gibt dem Inka sein Ehrenwort, die Lage des Sonnentempels nicht zu verraten. Zorrino bleibt bei den Inkas.

## Geschichte des Bandes
Zum geschichtlichen Hintergrund dieses Bandes und des Vorgängers, siehe Artikel Die sieben Kristallkugeln.
Die Geschichte wurde 1946 im „Tim“-Magazin veröffentlicht. Als sie später in Buchform erschien, wurde sie auf 62 Seiten gekürzt. Dabei wurden folgende Szenen weggelassen:
- Tim, der sich auf dem Weg nach Mühlenhof befindet, ist so in einen Artikel vertieft, dass er in einen Bach fällt.
- Tim trifft General Alcazar am Hafen. Sie verhalten sich so, als hätte ihr Treffen in „Die sieben Kristallkugeln“ nie stattgefunden.
- Als Haddock Tim wiedertrifft, ohne ihn zu erkennen (weil dessen Gesicht durch einen Hut bedeckt wird), hält er ihn für einen Einheimischen und fragt, ob er Tim gesehen habe. Nachdem dieser mehrmals verneint, zeichnet Haddock ein Abbild Tims auf eine nahe stehende Hauswand und wiederholt seine Frage, worauf sich Tim zu erkennen gibt. Diese Stelle wurde dahingehend gekürzt, dass sich Tim nun bereits nachdem er zum ersten Mal gefragt wird, zu erkennen gibt.[1]
- Als Tim und Haddock nahe der Brücke auf Zorrino warten, treffen sie den geheimnisvollen Indio, der Tim einst das Medaillon schenkte. Er lächelt Haddock an und sagt zu ihm: „Ärger ist schlecht für die Gesundheit, Señor.“
- Während des Marschs durchs Gebirge entdeckt Haddock einen Totenschädel, der auf einem Mast befestigt wurde. Zorrino erklärt eingeschüchtert, dass das eine Todeswarnung sei, da er Fremde zum Sonnentempel führe.
- Während des Marschs durch den Dschungel müssen sich Tim und Zorrino gegen einen Jaguar und eine Schlange verteidigen.
- Haddock findet Gold in der Höhle hinter dem Wasserfall. Er muss dieses zurücklassen, um durch das Loch zu kommen, das zum Inkagrab führt.

## Sonstiges
- Die Karte Südamerikas zeigt ein größeres Staatsgebiet Ecuadors, da dort Gebiete im Amazonasgebiet gezeigt werden, die von Ecuador beansprucht wurden.
- Die in der Buchversion dargestellte Sonnenfinsternis verhält sich nach den Gesetzen der nördlichen und nicht der südlichen Erdhalbkugel.
- Der Band wurde 1969 unter dem Titel Tim und Struppi im Sonnentempel von Raymond Leblanc verfilmt.
- 2001 komponierte der Musiker Dirk Brossé das Musical Kuifje - De Zonnetempel. Die Handlung besteht aus Die sieben Kristallkugeln und dem Sonnentempel. Das Musical wurde 2002 unter dem Titel TinTin - Le temple du soleil auch auf Französisch veröffentlicht.
- Mehr als in anderen Bänden treten in dem Doppelband „Die sieben Kristallkugeln“ und „Der Sonnentempel“ übersinnliche Dinge zutage, etwa Wachspuppen als Abbilder von Forschern, denen durch Handlungen an den Puppen Schmerzen zugefügt werden.